# Monclassico
Monclassico é uma comuna italiana da região do Trentino-Alto Ádige, província de Trento, com cerca de 750 habitantes. Estende-se por uma área de 8 km², tendo uma densidade populacional de 94 hab/km². Faz fronteira com Malè, Cles, Croviana, Dimaro.